# 布鲁斯·戈尔丁
奥雷特·布鲁斯·戈尔丁（Orette Bruce Golding，1947年12月5日—），牙买加政治家，牙买加工党领袖，2007年带领该党赢得议会选举后出任总理，9月11日在在总督肯尼思·霍尔面前宣誓就职，是为牙买加独立后的第8任政府总理。
戈尔丁出身自牙买加的政治世家，1972年当选成为牙买加最年轻的众议员。1995年，戈尔丁退出牙买加工党，自行组建全国民主运动党。2002月重新加入工党，并在2003年11月再度当选为该党主席。2005年2月20日，他当选为工党领袖，同时亦成为牙买加反对党领袖。